# 더 텔레흐라프
《더 텔레흐라프》(네덜란드어: De Telegraaf)는 네덜란드의 일간 조간 타블로이드 신문이다. 1893년 1월 1일에 창간되었다.